# Barry Switzer
Barry Switzer (Crossett, 5 ottobre 1937) è un allenatore di football americano statunitense ora ritirato. Trascorse sedici anni con la University of Oklahoma e quattro come capo-allenatore dei Dallas Cowboys. Detiene una delle maggiori percentuali di vittorie della storia del college football ed è uno dei soli tre allenatori ad avere vinto sia il campionato NCAA che il Super Bowl, assieme a Jimmy Johnson e Pete Carroll.

## Carriera da allenatore

### Dallas Cowboys
Switzer nel 1994 firmò coi Dallas Cowboys come sostituto di Jimmy Johnson che aveva vinto gli ultimi due Super Bowl ma che era entrato in contrasto col proprietario Jerry Jones. Switzer ebbe successo con i Cowboys, terminando con un record di 12-4 nella sua prima stagione, venendo sconfitto dai San Francisco 49ers nella finale della NFC. L'anno successivo la squadra terminò ancora con un record di 12-4, battendo nel Super Bowl XXX i Pittsburgh Steelers. Switzer si dimise da allenatore di Dallas dopo una stagione con un record di 6–10 nel 1997 e un record complessivo nella NFL di 46-25.

## Vittorie e premi
- Super Bowl : 1

Dallas Cowboys: XXX
- National Football Conference Championship: 1

Dallas Cowboys: 1995
- Campionato NCAA: 3

1974, 1975, 1985
- College Football Hall of Fame (classe del 2001)

## Record come capo-allenatore
| Squadra | Anno   | Stagione regolare | Stagione regolare | Stagione regolare | Stagione regolare | Stagione regolare | Playoff | Playoff | Playoff | Playoff                                                   |
| Squadra | Anno   | V                 | S                 | P                 | %V                | Division          | V       | S       | %V      | Risultato                                                 |
| ------- | ------ | ----------------- | ----------------- | ----------------- | ----------------- | ----------------- | ------- | ------- | ------- | --------------------------------------------------------- |
| DAL     | 1994   | 12                | 4                 | 0                 | 75                | 1º NFC East       | 1       | 1       | 50      | Sconfitta coi San Francisco 49ers nella finale della NFC. |
| DAL     | 1995   | 12                | 4                 | 0                 | 75                | 1º NFC East       | 3       | 0       | 100     | Vittoria del Super Bowl XXX.                              |
| DAL     | 1996   | 10                | 6                 | 0                 | 62,5              | 1º NFC East       | 1       | 1       | 500     | Sconfitta coi Carolina Panthers nel divisional round      |
| DAL     | 1997   | 6                 | 10                | 0                 | 37,5              | 4º in NFC East    | -       | -       | -       |                                                           |
| Totale  | Totale | 40                | 24                | 0                 | .625              |                   | 5       | 2       | .714    |                                                           |